# Ceylonthelphusa soror
Ceylonthelphusa soror là một loài giáp xác trong họ Parathelphusidae.